# Луганський автоскладальний завод
ВАТ «Луганський автоскладальний завод» — українське автомобілебудівне підприємство з міста Луганськ. Також завод відомий під своєю попередньою назвою  «Луганський авторемонтний завод».

## Історія заводу
Підприємство було створено постановою Державного комітету оборони від 4 травня 1944 р. та наказу народного комісаріату вугільної промисловості від 13 травня 1944 р. як Моторно-ремонтні майстерні в складі комбінату «Ворошиловградвугілля». Майстерні зайнялися ремонтом двигунів автомашин різних марок, включаючи іноземні.
В 1946 році наказом по комбінату «Ворошиловградвугілля» від 16 липня моторно-ремонтні майстерні були перетворені в Центральні авторемонтні майстерні (ЦАРМ) з річною програмою 250 капітальних ремонтів автомашин і 1000 двигунів.
Наказом по комбінату від 16 липня 1947 р. Центральні авторемонтні майстерні були перейменовані в Державний авторемонтний завод. У цьому ж місяці завод почав переїзд на нову територію на південній околиці міста за адресою вул. Челюскінців, 119, де з травня 1945 р. почалося будівництво корпусів нового авторемонтного заводу. 10 травня 1948 був підписаний акт про приймання першої черги заводу.
В 1954 р. з введенням в експлуатацію деревообробного цеху завод приступив до освоєння виробництва дерев'яних кузовів-фургонів і автобусів на шасі ГАЗ-51А по типу ПАЗ-651 з кузовами змішаної дерев'яно-металевої конструкції для перевезення шахтарів. Крім пасажирської модифікації завод освоїв випуск спеціальної версії оперативного автобуса на повнопривідному шасі ГАЗ-63, призначеної для воєнізованих гірничорятувальних частин (ДВГРС).
У липні 1955 року була запущена друга черга заводу з виробничою програмою 1800 капітальних ремонтів автомашин, 1900 капремонтів двигунів, виготовлення запасних частин на суму 4677 тисяч рублів.
В 1957 році був побудований дослідний зразок автобуса вагонного компонування, який в серію не пішов.
До 1958 року виробництво автобусів на Ворошиловградському державному авторемонтному заводі виросло до 500 штук на рік.
В 1959 році вийшла постанова Радміну УРСР про організацію у Луганську нового автомобілебудівного виробництва на базі Державного авторемонтного заводу. Але авторемонтні потужності вирішено було зберегти, і здійснення капітальних ремонтів автомобілів було перенесено на нову територію— автомайстерні автомобільного тресту по вул.Фрунзе,128. На старому ж місці було збережено виробництво автобусів, почалося освоєння збірки мікроавтобусів РАФ-977, які отримали назву ЛАРЗ-977«Луганськ», автокранів СМК, поливально-мийних машин КПМ-1. Крім того, на базі ЛАРЗ-977 було розпочато випуск спеціальних автомобілів — для перевезення недоношених новонароджених і пересувних клінічних лабораторій.
Із запуском Павловського автобусного заводу необхідність у виробництві автобусів на авторемонтних підприємствах відпала. У 1962-63 рр. випуск автобусів авторемонтними заводами було припинено по всій країні, в тому числі й на Луганському державному авторемонтному заводі, але окремі замовлення виконувалися до 1980 р.
В 1963 році підприємство виготовило 550 автобусів, 30 мікроавтобусів ЛАРЗ-977, 50 поливально-мийних машин КПМ-1, 7 автокранів СМК, 20 автомобілів для перевезення недоношених новонароджених і 30 пересувних клінічних лабораторій. В цьому ж році заводу було поставлено завдання освоїти випуск пересувних вагонів-побутівок для будівельників. В кінці 1963 р. підприємство було перейменовано "Луганський автоскладальний завод".
В 1964–1966 рр. завод випускав вагони-побутівки, медичні автомобілі, спеціальні автобуси для рятувальників, а також виконував окремі замовлення на виготовлення пасажирських автобусів на шасі замовника.
В 1966 року з ініціативи директора заводу Д. А. Мелконова на підприємстві в ініціативному порядку почали розробляти оснащення для виробництва автомобіля з пластиковим кузовом за типом випускався Сєвєродонецької авторемонтною базою мікроавтобуса «Старт». При зовнішній схожості із сєвєродонецьким «Стартом» луганський мікроавтобус все ж став іншою машиною. У Луганську технологія виготовлення склопластикових кузовів кардинально відрізнялася від сєвєродонецької. Крім того, що форма для виклейки кузова була оригінальною, і кузови луганських машин тому відрізнялися від сєвєрськодонецьких, до того ж у Луганську кузов мікроавтобуса виклеювали не всередині контрформи, а поверх натурального дерев'яного макета. В результаті, виготовлення кузовів вийшло дуже трудомістким — потрібно багато часу на обробку зовнішніх поверхонь до чистового стану. Також на відміну від сєверодонецького прототипу, луганський мікроавтобус мав підвіску від автомобіля ЗІМ, інше електрообладнання та різний інтер'єр. Мікроавтобуси, які випускалися у Луганську не мали назви «Старт», а позначалися просто мікроавтобус ЛАСЗ. Неофіційно працівники заводу називали їх «Луганчик».
З 1967 році підприємство освоює виробництво автопричепів. Незабаром їх випуск досягає 25 000 шт. на рік. Було збільшено виробництво вагонів-побутівок і розширена їх номенклатура: вагон-гуртожиток, вагон-їдальня, вагон-душова, вагон-магазин, вагон-клуб. У номенклатуру одного будівельного комплексу входило 8-10 вагонів-гуртожитків ВО-10, призначених для проживання 10 осіб в кожному; вагон-їдальня ВС-20, розрахована на 20 посадочних місць, а також вагон-душова; вагон-магазин, вагон-котельня, вагон-клуб. Вони призначалися в основному для БАМу, але використовувалися також будівельниками, геологами, нафтовиками по всьому СРСР. Через такі об'єми виробничої програми заводу довелося відмовитися від випуску автобусів і мікроавтобусів ЛАСЗ. Замість них було освоєно виробництво спеціальних медичних машин на новому шасі— на базі УАЗ-452 і ПАЗ-672 випускалися пересувні клініко-діагностичні лабораторії, стоматологічні пересувні амбулаторні пункти, пункти для забору крові, пересувні ортопедичні кабінети, автомобілі для перевезення недоношених новонароджених. Крім того, на шасі вантажівок ГАЗ-66 випускалися автобуси-вахтівки й спецавтомобілі на їх базі.
Цю продукцію практично без змін завод продовжував випускати аж до початку 1990-х.рр., Коли збут її різко впав. В 1992 р. на складах заводу накопичилося нереалізованої продукції на 338 мільйонів радянських рублів. У тому ж році підприємство було перетворено в Відкрите акціонерне товариство. У новому статусі завод спробував освоїти нову продукцію — автомобілі для МВС, укорочені вагончики-побутовки, причіпи для легкових автомобілів, кіоск і, газові плити, меблі. Але фінансове становище підприємства продовжувало погіршуватися. У підсумку, постановою Арбітражного суду Луганської області №12 / 14б від 2.04 2001 року ВАТ «Луганський автоскладальний завод» оголошений банкрутом.

## Продукція
- Автобус на шасі ГАЗ-51А з кузовом за типом ПАЗ-651 (1954–1966 рр.);
- Автобус на шасі ГАЗ-63 з кузовом за типом ПАЗ-651 (1954–1966 рр.);
- Мікроавтобус ЛАРЗ-977 «Луганськ» (1962–1976рр.);
- Спецавтомобілі на базі мікроавтобуса ЛАРЗ-977 (1962–1976 рр.);
- Мікроавтобус ЛАСЗ (1966–1967 рр.);
- Спеціальні медичні автомобілі на базі УАЗ-452 і ПАЗ-672 (1967–1992рр.);
- Вахтові автобуси на шасі вантажівок спеціальні медичні автомобілі на їх базі (до 1992 рр.);
- Автокрани СМК-7;
- Мийно-поливальні машини КПМ-1;
- Автопричепи ГКБ-817;
- Вагончики-побутівки;
- Спецтехніка по разових рознарядках— сміттєвози, панелевози, міліцейські автомобілі, автомобілі для воєнізованих гірничорятувальних частин, хлібні фургони, спеціальні причепи.